# Vuelo 410 de Avianca
El vuelo 410 de Avianca del 17 de marzo de 1988 fue un vuelo nacional colombiano de un Boeing 727 con registro HK-1716. Su matrícula anterior era N321PA, perteneciente a Pan Am. El accidente ocurrió poco después del despegue cuando se estrelló contra una montaña. Las 143 personas a bordo murieron. Fue el accidente de aviación más mortal ocurrido en Colombia en ese momento hasta el vuelo 965 de American Airlines con 159 muertes y 4 sobrevivientes el 20 de diciembre de 1995.
Al momento del accidente realizaba la ruta nacional regular Cúcuta-Cartagena de Indias con 136 pasajeros a bordo y una tripulación de 7 miembros. Momentos después de despegar del aeropuerto internacional Camilo Daza de Cúcuta, se estrelló contra el cerro El Espardillo en el municipio de Sardinata

## Aeronave

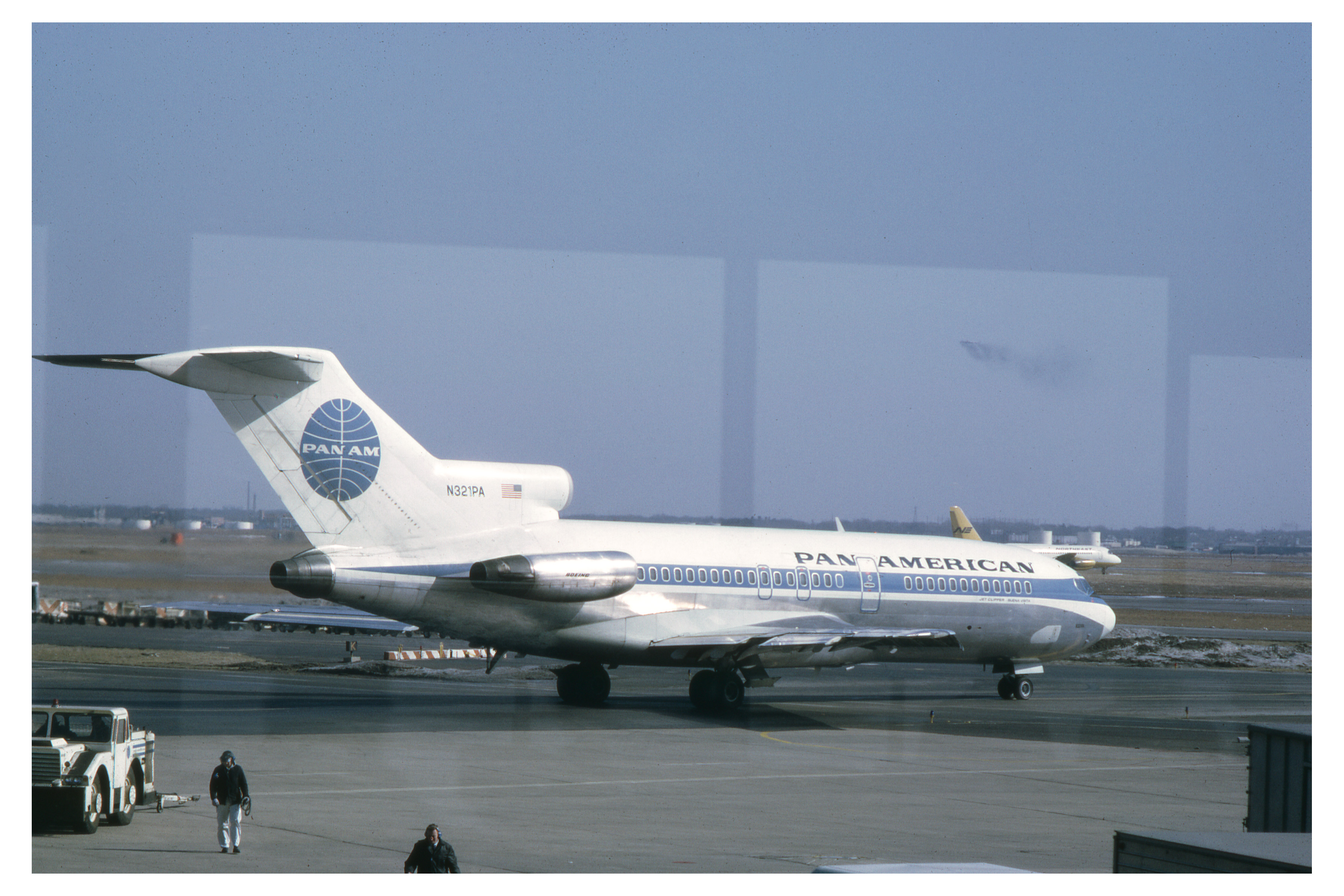
El avión involucrado en el accidente en 1968, mientras aún estaba en servicio con Pan Am.

La aeronave era un Boeing 727-21 de 22 años operado por Avianca, la aerolínea nacional de Colombia. El vuelo 410 era un vuelo doméstico regular de pasajeros desde el Aeropuerto Internacional Camilo Daza de Cúcuta (CUC) al Aeropuerto Internacional Rafael Núñez de Cartagena (CTG). La aeronave se estrelló en la montaña El Espartillo poco después del despegue de la pista 33 de Cúcuta.
El número de registro de la aeronave era HK-1716. El avión había volado anteriormente con Pan Am, con el registro N321PA (Clipper Koln Bonn); fue vendido el 20 de septiembre de 1974 a Avianca. El avión fue construido en 1966 y tenía más de 44.000 horas de tiempo de vuelo.

## Accidente
El AV410 despegó de Cúcuta entre las 13:13 y las 13:17 de la pista 33 con destino a Cartagena. No hubo más información del HK-1716 hasta que testigos terrestres afirmaron que vieron un Boeing 727 volando demasiado bajo. El avión tocó algunos árboles y luego, a las 13:18:01, golpeó la cabeza de la montaña. El 727 se partió por la mitad y se desintegró cuando explotó el combustible; los restos estaban esparcidos en un radio de 60 m. No hubo sobrevivientes entre los 7 tripulantes y 136 pasajeros. 
Las operaciones de rescate y las comisiones se apresuraron al lugar del accidente, al que fue imposible llegar debido al anochecer y la baja visibilidad resultante. Los residentes del área proporcionaron luz y ayudaron a los rescatistas a llegar a la cima de la montaña, donde estaban los restos. Al día siguiente, los restos fueron transportados de regreso a Cúcuta para ser identificados por sus familiares.

## Causa
La investigación determinó que varias causas tanto pasivas como activas provocaron el accidente, pero la principal razón fue la distracción por parte del piloto: 
- Insuficiente labor de equipo en cabina.
- Distracción del piloto

## Consecuencias
El accidente del vuelo 410 fue el accidente de aviación más mortífero ocurrido en Colombia hasta el 20 de diciembre de 1995, cuando el vuelo 965 de American Airlines se estrelló contra una montaña cerca de Buga, Valle del Cauca, matando a 159 personas. Se determinó que la causa fue un error del piloto.